# 성사동 권희 선생 묘
성사동 권희 선생 묘는 경기도 고양시 덕양구 성사동에 있다. 1999년 2월 1일 고양시의 향토문화재 제38호로 지정되었다.

## 개요
고려말 조선초기의 인물인 권희의 묘소이다. 오래된 문인석과 비석이 있으며 보기드문 소탑도 남아 있다.